# Avdo Spahić
Avdo Spahić (* 12. Februar 1997 in Berlin) ist ein bosnischer Fußballtorwart, der beim 1. FC Kaiserslautern unter Vertrag steht.

## Karriere
Spahić spielte in seiner Jugend von 2005 bis 2012 beim SFC Stern 1900 und 2012 bis 2014 bei Tennis Borussia Berlin. Anschließend wechselte er zu Energie Cottbus. Dort absolvierte er zunächst einige Partien für die U19-Mannschaft, saß zum Ende der Drittligasaison 2014/15 als Ersatztorwart für die erste Mannschaft auf der Bank. 2015 rückte Spahić zu den Profis auf. Er fungierte größtenteils als Ersatztorhüter für die erste Mannschaft und spielte parallel für die zweite Mannschaft in der fünftklassigen Oberliga Nordost. Dort kam er insgesamt auf acht Einsätze. 2016 verlängerte Spahić seinen Vertrag, musste sich jedoch weiterhin hinter Alexander Meyer als Ersatztorwart betätigen. Am 13. Spieltag der Saison 2016/17 kam er zu seinem ersten Ligaspiel für die erste Mannschaft, weil sich Meyer einen Innenbandriss im Knie zuzog. Spahić beendete die Saison mit 20 Einsätzen. Nach dem Wechsel Meyers zum VfB Stuttgart wurde Spahić zum neuen Stammtorhüter, verpasste jedoch wegen einer Gehirnerschütterung die ersten Saisonspiele. Er schloss die Saison mit Cottbus auf dem 1. Platz ab. Insgesamt kam er auf 26 Ligaeinsätze, in denen er nur zehn Gegentreffer hinnehmen musste und in 17 Spielen ohne Gegentor blieb. Außerdem gewann er mit Cottbus den Landespokal.
Nach dem Aufstieg blieb Spahić Stammtorhüter. Sein Debüt in der 3. Liga gab er am 1. Spieltag, als er am 29. Juli 2018 beim 3:0-Sieg gegen Hansa Rostock in der Startelf stand. Als Tabellensiebzehnter stieg der FC Energie mit Spahić am Saisonende wieder in die Regionalliga ab.
Anfang Juli 2019 unterschrieb der Bosnier einen Zweijahresvertrag beim vormaligen Drittligakonkurrenten 1. FC Kaiserslautern. Für die Roten Teufel kam der Torhüter im Südwestpokal zu seinen ersten beiden Einsätzen und saß sonst als Ersatz für den Stammkeeper Lennart Grill auf der Bank. Nach Bekanntwerden von Grills Wechsel zur nächsten Saison wurde Spahićs Vertragslaufzeit Anfang April 2020 bis Juni 2023 verlängert. Anfang Juni 2020 wurde er erstmals in einem Ligaspiel eingesetzt und war in der Saison 2020/21 Stammtorwart. Zur Saison 2021/22 gab Trainer Marco Antwerpen bekannt, dass Avdo Spahic die Nummer 2 hinter Matheo Raab wird. Aufgrund einer Erkrankung Raabs spielte Spahić in zwei Ligaspielen und blieb ohne Gegentor. Am Ende der Saison stieg er mit dem FCK in die 2. Bundesliga auf. Dort war er Ersatztorwart hinter Andreas Luthe. Zur anschließenden Saison 2023/24 musste Spahić die Rolle des zweiten Torwarts an Julian Krahl abgeben, der ferner einige Wochen später mit Luthe die Position tauschte. Zur Saison 2024/25 rückte er wieder zum zweiten Torwart auf.